# Ignis (equipa ciclista)

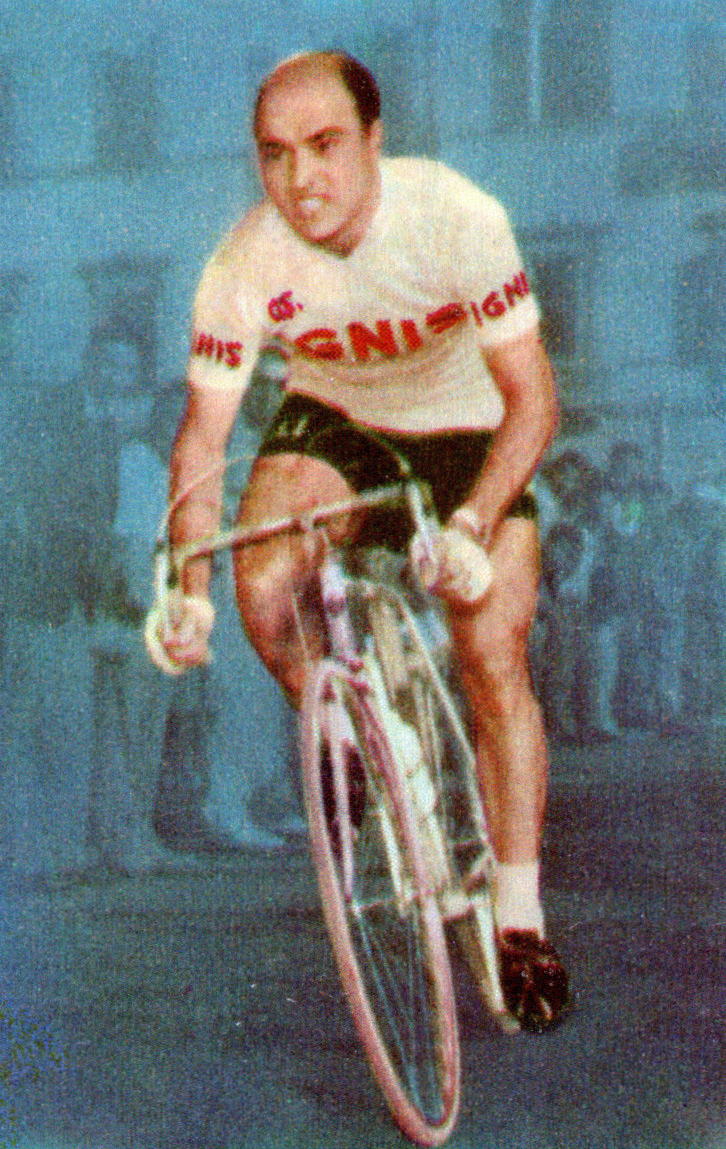
Miquel Poblet

A equipa Ignis foi um equipa de ciclismo italiana, de ciclismo em estrada que competiu entre 1955 e 1966. O seu patrocinador principal foi o fabricante de eletrodomésticos italiano Ignis.
Foi a equipa em que Miguel Poblet conseguiu a maioria de seus sucessos.

## Principais resultados
- Milão-Sanremo: Miguel Poblet (1957, 1959)
- Milão-Turim: Miguel Poblet (1957)
- Volta à Comunidade Valenciana: Bernardo Ruiz (1957), Antonio Gómez del Moral (1964)
- Volta a Suíça: Pasquale Fornara (1958)
- Giro de Emilia: Ercole Baldini (1959), Pierino Baffi (1960), Bruno Mealli (1962)
- Volta à Catalunha: Miguel Poblet (1960)
- Grande Prêmio das Nações: Ercole Baldini (1960)
- Giro da Romagna: Giorgio Tinazzi (1960)
- Troféu Laigueglia: Marino Vigna (1965)
- Flecha Valona: Roberto Poggiali (1965)

### As grandes voltas
- Giro d'Italia
  - 10 participações (1955, 1956, 1957, 1958, 1959, 1960, 1961, 1962, 1964, 1965)
  - 25 vitórias de etapa:
    - 4 no 1957: Miguel Poblet (4)
    - 3 no 1958: Miguel Poblet (3)
    - 3 no 1959: Miguel Poblet (3)
    - 7 no 1960: Dino Bruni (2), Miquel Poblet (3), Pierino Baffi, Roberto Falaschi
    - 3 no 1961: Miguel Poblet (3)
    - 3 no 1962: Giuseppe Tonucci, Bruno Mealli, Alberto Assirelli
    - 2 no 1965: Adriano Durante (2)

  - 0 classificação finais:
  - 1 classificações secundárias:
    - Classificação por equipas: (1960)

- Tour de France
  - 2 participações (1962, 1965)
  - 2 vitórias de etapa:
    - 1 no 1962: Rino Benedetti
    - 1 no 1965: Adriano Durante

  - 0 classificações secundárias:

- Volta a Espanha
  - 1 participações (1958)
  - 0 vitórias de etapa:
  - 0 classificação finais:
  - 0 classificações secundárias: